# Danyila Szergejevics Izotov
Danyila Szergejevics Izotov (oroszul: Данила Сергеевич Изотов, Novouralszk, 1991. október 2. –) olimpiai ezüst- és bronzérmes, Európa-bajnok orosz úszó.

## Sportpályafutása
Többszörös orosz bajnok nagy medencében és rövid pályán egyaránt. 2009-ben junior Európa-bajnok volt. 2013-ban kiváló minősítéssel végzett az Urál Állami Pedagógiai Egyetem Testnevelési Intézetében.
A 2008-as pekingi olimpián a 4 × 200 méteres gyorsváltó tagjaként ezüstérmet szerzett. 
Világbajnokságokon több ezüst- és bronzérmet nyert, a 4 × 100 méteres és a 4 × 200 méteres orosz váltó tagjaként Európa-bajnok volt 2010-ben és 2018-ban. A 2012-es londoni olimpián a 4 × 100 méteres váltóval bronzérmes volt.
Mindkét ötkarikás játékot követően állami kitüntetésben részesült csapattársaival együtt.

## Családja
Elvira Vaszilkovának, az 1980. évi nyári olimpiai játékokon szovjet színekben ezüst- és bronzérmet szerző úszónőnek az unokaöccse. Édesapja Szergej Alekszandrovics Izotov, aki egyben az edzője is.

## További információ
- Danyila Izotov Archiválva 2019. szeptember 3-i dátummal a Wayback Machine-ben, russwimming.ru
- Danyila Izotov, the-sports.org